# Сентенариу-ду-Сул
Сентенариу-ду-Сул (порт. Centenário do Sul) — муниципалитет в Бразилии, входит в штат Парана. Составная часть мезорегиона Северо-центральная часть штата Парана. Входит в экономико-статистический микрорегион Асторга. Население составляет 10 005 человек на 2006 год. Занимает площадь 371,835 км². Плотность населения — 26,9 чел./км².

## Статистика
- Валовой внутренний продукт на 2003 год составляет 60 500 854,00 реалов (данные: Бразильский институт географии и статистики).
- Валовой внутренний продукт на душу населения на 2003 год составляет 5583,32 реалов (данные: Бразильский институт географии и статистики).
- Индекс развития человеческого потенциала на 2000 год составляет 0,738 (данные: Программа развития ООН).